# Кармазин, Юрий Анатольевич
Ю́рий Анато́льевич Карма́зин (укр.  Юрій Анатолійович Кармазін; 21 сентября 1957, Звенигородка, Черкасская область — 9 ноября 2022) — украинский политический деятель, судья, доктор философских наук. Заслуженный юрист Украины (1996), государственный советник юстиции 3 класса.

## Биография
Родился 21 сентября 1957 в Звенигородке Черкасской области УССР. После двух лет работы на городском комбинате бытовой техники в Смеле в 1976 году поступил в Одесский государственный университет, чтобы учиться на юриста. Уже в 1980 году он работал помощником прокурора Центрального района Одессы. В 1982 году Юрий Кармазин был назначен помощником прокурора Одесской области. Проработав на этой должности два года, он был назначен заместителем специального прокурора в Одессе. С 1985 по 1992 год Ю. Кармазин работал прокурором Приморского района Одессы. В 1993 году он был избран судьёй Одесского областного суда.
С начала 1990-х годов Ю. Кармазин начал участвовать в политической жизни. На парламентских выборах в 1994 года он был избран народным депутатом Верховной рады Украины от Приморского № 299 одномандатного избирательного округа (60,29 % поддержки во втором туре). С тех пор Кармазин судьёй не работал и целиком ушёл в политику. На парламентских выборах в 1998 году он опять был избран в Верховную раду от одномандатного избирательного округа № 134.
22 мая 1999 года Ю. Кармазин был избран главой Партии защиты отечества. Эту должность он занимает по сей день. 31 октября того же года он участвовал в первом туре президентских выборов. На них он занял 10-е место из 13-ти, набрав 90793 голосов (0,35 %).
Зимой 2000—2001 годов Ю. Кармазин принимал активное участие в акции «Украина без Кучмы». В 2002 году выступал адвокатом российского предпринимателя Константина Григоришина.
На парламентских выборах 31 марта 2002 года Ю. Кармазин выступал под номером 17 избирательного списка Блока партий «Наша Украина» и в третий раз был избран депутатом украинского парламента.
В 2005 году Юрий Кармазин в интервью газете «Бульвар» заявил, что выступает против премьер-министра Януковича, и в одной стране с ним жить не станет. В том же интервью он рассказывал, как на него снизошла некая высшая сила, которая дала ему инструкции для будущей деятельности.
Несмотря на свои хорошие отношения с «Нашей Украиной» (член её фракции до мая 2006 г.) на парламентских выборах 26 марта 2006 года Ю. Кармазин возглавлял избирательный список Блока Юрия Кармазина. Так как блок выборы проиграл, то и политик в Верховную раду не прошёл.
26 марта 2006 года Юрий Кармазин участвовал не только в парламентских выборах, но и в выборах киевского городского головы. На них он занял четвёртое место, набрав 5,45 % голосов избирателей.
30 сентября 2007 года Ю. Кармазин принял участие в парламентских выборах под номером 58 предвыборного списка блока партий «Наша Украина — Народная Самооборона» и был в четвёртый раз избран депутатом Верховной рады.
На выборах 2012 года в украинский парламент Кармазин не принял участия, так как ему отказали в регистрации.
В начале 2013 года Кармазин через суд лишил мандатов депутатов Павла Балогу и Александра Домбровского, отказавшихся входить в состав «Партии Регионов», из-за чего был обвинён оппозицией в сотрудничестве с властью. Сам политик обвинял оппозицию в сговоре с властью и Центризбиркомом. После победы Евромайдана, 22 февраля Верховная Рада восстановила Домбровского и Балогу в должности депутатов.
После смены власти на Украине в 2014 году выступал с обвинениями в адрес президента Украины Петра Порошенко в незаконном избрании, также обвинял премьер-министра Арсения Яценюка и ряд других политиков в коррупции
В ноябре 2015 года вошёл в руководство движения „Радикальные правые силы“, бывшего организатором в феврале 2016 года антиправительственного протеста, штаб которого размещался в отеле „Казацкий“. Участники требовали отставки правительства, президента Петра Порошенко, освобождение политзаключённых, их самих обвиняли в деструктивных и провокативных действиях, выгодных российским СМИ и властям РФ К концу месяца протесты прекратились.
В феврале 2016 года Кармазин стал одним из организаторов движения „Революционные правые силы“, которые пытались организовать „Третий майдан“ и призывали к свержению существующей власти.
В январе 2018 года Юрий Кармазин провёл пресс-конференцию, на которой предоставил документы, якобы подтверждающие связь между компанией ICU и американским финансистом, заместителем председателя инаугурационной комиссии Дональда Трампа Элиотом Броуди. В компании ICU опровергли эту информацию и подали на Кармазина в суд за клевету.
В мае 2018 года Кармазин провозгласил себя гетманом казачества всей Украины.
Скончался 9 ноября 2022 года на 66-м году жизни.

## Благотворительная деятельность
В 1987—1991 гг. оказал значительную помощь в правовой защите и в обеспечении помещениями ряда благотворительных учреждений первой в СССР неправительственной благотворительной организации — Фонда социальной помощи имени доктора Ф. П. Гааза.

## Семья
- Женат. Две дочери (1982 и 1998 г.р.).

## Награды
- Заслуженный юрист Украины (1996).
- Государственный советник юстиции III класса.
- Почётный работник прокуратуры Украины.